# 佩尔西科多西莫
佩尔西科多西莫（義大利語：Persico Dosimo），是意大利克雷莫纳省的一个市镇。总面积20平方公里，人口3380人，人口密度169.0人/平方公里（2009年）。国家统计（ISTAT）代码为019068。